# Thyreosthenius
Thyreosthenius là một chi nhện trong họ Linyphiidae.